# ブジピン
ブジピン（英：Budipine、商品名Parkinsan）は、パーキンソン病の治療薬として販売されている抗パーキンソン病薬である。
その正確な作用機序はよくわかっていないが、NMDA受容体のアンタゴニストであり、ドーパミンの合成も増進すると考えられている。
Because it provides additional benefits relative to existing treatments, it probably does not precisely mimic the mechanism of an existing known treatment.
hERG遮断薬であり、副作用としてQT延長症候群を引き起こす可能性がある。
類似体にはプロジピンやメジピンがある。

## 合成
ブジピンは1-tert-butyl-4-piperidone [1465-76-5] からトリフルオロメタンスルホン酸存在下でベンゼンで処理することにより直接生成することができる。この合成法により、99％の収率で生成物を得ることができる。 

Thieme 合成

4-フェニル-1-t-ブチル-4-ピペリジノール, (1)
1-t-ブチル-3-ベンゾイル-4-フェニル-4-ピペリジノール [81831-81-4] (3)